# Adrien van Beveren
Pour les articles homonymes, voir Beveren.
Adrien Van Beveren, né le 4 janvier 1991 à Hazebrouck, est un pilote français de moto-cross et de rallye-raid. Vainqueur de l'Enduropale du Touquet en 2014, 2015 et 2016, il est le premier pilote à remporter trois titres consécutifs depuis Eric Geboers en 1990. Après avoir couru sous les couleurs du constructeur japonais Yamaha, il passe en 2022 sous pavillon Honda.

## Biographie
Né à Hazebrouck, Adrien Van Beveren passe son enfance à Racquinghem dans le Pas-de-Calais.
En 1997, il reçoit une moto Kawasaki KX60 pour Noël et commence la pratique du sport. Il s'entraine dans les dunes de Loon-Plage et participe à sa première compétition en 1998.
À partir de 2002, il participe à plusieurs championnats régionaux et nationaux et remporte quelques prix (champion des Flandres, champion de Picardie, vainqueur du supercross d'Isbergues, champion de France des sables E1, etc).
En 2009, il participe pour la première fois à l’Enduropale et se classe sixième.
En 2010, il participe au jeu Fort Boyard, ouvert exceptionnellement aux candidats "anonymes", dans trois émissions diffusés sur France 2 le 31 juillet, le 7 août et le 21 août,.
En 2011, il termine quatrième de l’Enduropale et remporte la 15e Ronde des Sables à Loon-Plage.
En 2014, il remporte l'Enduropale et conserve son titre l'année suivante,.
En janvier 2016, il participe au Rallye Dakar et termine sixième. Il participe à l'Enduropale 2016 et finit premier, gagnant ainsi un troisième titre.
En mars 2016, Adrien accepte de devenir parrain de la Croix-Rouge française du Pas-de-Calais. Malgré un planning chargé[réf. souhaitée], il donne de son temps pour soutenir les actions menées par les bénévoles de l'association et suivre des formations aux premiers secours afin d'apprendre les gestes qui sauvent. Le 12 novembre 2016, Adrien participe avec la Croix-Rouge au « Samedi qui Sauve » à Arras aux côtés de l'ancienne Miss France Camille Cerf.
En Janvier 2017, Van Beveren participe à son deuxième Dakar à l'issue duquel il finit à la quatrième place décrochant sa première victoire d'étape. Il terminera deuxième de l'Enduropale par la suite.
Au mois de Janvier 2018, il participe au Dakar. Très vite, il figure parmi les leaders de la catégorie des motos. Deuxième après les deux premières étapes, il connaît plus de difficultés durant la troisième avant de remporter la quatrième etape devant Xavier de Soultrait et profite par la même occasion de l'abandon de Sam Sunderland pour prendre la tête au classement général. Avant d'aborder la dixième étape, il compte vingt-deux secondes d'avance sur l'argentin Kevin Benavídes et plus de six minutes trente sur l'autrichien Matthias Walkner. Durant l'étape, il parvint a trouver la bonne piste pendant que la plupart de ses rivaux directs peinaient à retrouver leur chemin. À trois kilomètres de l'arrivée, avec l'ambition de creuser un écart définitif sur ses concurrents, il est victime d'une terrible chute qui lui casse la clavicule, lui perce le poumon et lui brise trois côtes. Cette chute anéantit ses espoirs de première victoire sur le rallye.
En 2022, il passe de Yamaha à Honda en cours de saison et enchaîne les bons résultats jusqu'à obtenir sa première victoire dans une manche du championnat du monde de rallye-raid FIM lors du Rallye d'Andalousie (en).

## Palmarès
Source
- 2002 : 9e du championnat de France Minivert
- 2003-2004-2005 : Champion des Flandres de moto-cross (3 fois champion)
- 2006 : Champion de Picardie de moto-cross
- 2006-2007 : 1er du supercross d'Isbergues (2 victoires)
- 2007 : 3e du MX Master Kids
- 2007 : 2e au Championnat de France à Bitche et 3e à la Fare
- 2008 : Champion de France des sables E1
- 2008 : 8e de la Coupe du Monde junior FIM
- 2009 : 4e de la Ronde des sables de Loon-Plage
- 2009 : 6e de l'Enduropale
- 2010 : 2e de l'Enduropale
- 2010 : 2e de la Ronde des sables d’Hossegor
- 2010 : 2e de la Ronde des sables de Loon-Plage
- 2010-2014-2015 : Champion de France de courses sur sable[11] (3 fois champion)
- 2010-2012 : 3e de la Gurp TT de Grayan
- 2011-2012 : 4e de l'Enduropale
- 2011-2013 : Vainqueur de la Ronde des sables de Loon-Plage (2 victoires)
- 2012-2013 : Vainqueur de l'épreuve de Saint-Léger-de-Balson (2 victoires)
- 2013 : 3e de l'Enduropale
- 2013-2015 : Vainqueur de la Gurp TT de Grayan (2 victoires)
- 2014 : 3e de la Ronde des Sables d'Hossegor
- 2014-2015-2016 : Vainqueur de l'Enduropale (3 victoires)[6]
- 2015 : Vainqueur du Red Bull Knock Out Beachrace aux Pays-Bas
- 2016 : 6e au Rallye Dakar
- 2017 : 4e au Rallye Dakar
- 2017 : 2e de l'Enduropale
- 2018 : abandon au Dakar (chute, blessure)
- 2019 : abandon au Dakar (casse moteur)
- 2019 : 4e de l'Enduropale
- 2019: Vainqueur du Merzouga rallye
- 2020 : abandon au Dakar (chute, blessure)
- 2021 : abandon au Dakar (casse moteur)
- 2021 : Deuxième du Championnat du monde de rallye tout-terrain
- 2022 : 4e au Rallye Dakar
- 2022 : Vainqueur du Rallye d'Andalousie
- 2022 : Troisième du Championnat du monde de rallye-raid
- 2023 : 1er de l'Enduropale Vintage
- 2023 : Vainqueur de l'Abu Dhabi Desert Challenge
- 2023 : Troisième du Championnat du monde de rallye-raid
- 2024 : 3e au Rallye Dakar
- 2024 : Deuxième du Championnat du monde de rallye-raid[12]
- 2025 : 3e au Rallye Dakar
- 2025 : 1er de l'Enduropale Vintage

## Résultats au Rallye Dakar
| Année | Catégorie | Marque | Position | Victoires d'étapes |
| ----- | --------- | ------ | -------- | ------------------ |
| 2016  | Moto      | Yamaha | 6e       | -                  |
| 2017  | Moto      | Yamaha | 4e       | 1                  |
| 2018  | Moto      | Yamaha | Abd.     | 1                  |
| 2019  | Moto      | Yamaha | Abd.     | -                  |
| 2020  | Moto      | Yamaha | Abd.     | -                  |
| 2021  | Moto      | Yamaha | Abd.     | -                  |
| 2022  | Moto      | Yamaha | 4e       | -                  |
| 2023  | Moto      | Honda  | 5e       | 1                  |
| 2024  | Moto      | Honda  | 3e       | 2                  |
| 2025  | Moto      | Honda  | 3e       | 1                  |

## Résultats enChampionnat du Monde de Rallye-Raid
| Année | Équipe                           | Moto                     | Catégorie | 1     | 2        | 3     | 4     | 5     | Pos. | Points |
| ----- | -------------------------------- | ------------------------ | --------- | ----- | -------- | ----- | ----- | ----- | ---- | ------ |
| 2022  | Monster Energy Yamaha Rally Team | Yamaha WR450F Rally (en) | RallyGP   | DAK 4 | ABU      |       |       |       | 3e   | 58     |
| 2022  | Monster Energy Honda Team        | Honda CRF450R Rally (en) | RallyGP   |       |          | MAR 4 | AND 1 |       | 3e   | 58     |
| 2023  | Monster Energy Honda Team        | Honda CRF450R Rally (en) | RallyGP   | DAK 5 | ABU 1    | SON 5 | DES 4 | MAR 6 | 3e   | 76     |
| 2024  | Monster Energy Honda Team        | Honda CRF450R Rally (en) | RallyGP   | DAK 3 | ABU Abd. | POR 3 | DES 3 | MAR 2 | 2e   | 76     |
| 2025  | Monster Energy Honda HRC         | Honda CRF450R Rally (en) | RallyGP   | DAK 3 | ABU      | SUD   | POR   | MAR   |      | 24     |